# Cornelis Vermeulen
Pour les articles homonymes, voir Vermeulen.
Cornelis Vermeulen ou Cornelis Martinus Vermeulen (vers 1644, Anvers - vers 1708, Anvers) est un graveur flamand du XVIIe siècle. Il est connu pour ses peintures de portraits.

## Biographie
Cornelis Vermeulen est né vers 1644 à Anvers dans la province de Flandres en Belgique. Il s'est formé dans l'atelier de Peeter Clouwet. Il travaille à de nombreuses reprises à Paris durant de courts séjours mais sans vraiment se fixer dans la capitale française. Ses gravures de portraits et ses illustrations de livres ont fait sa renommée.
Il meurt vers 1708 à Anvers.

## Œuvres

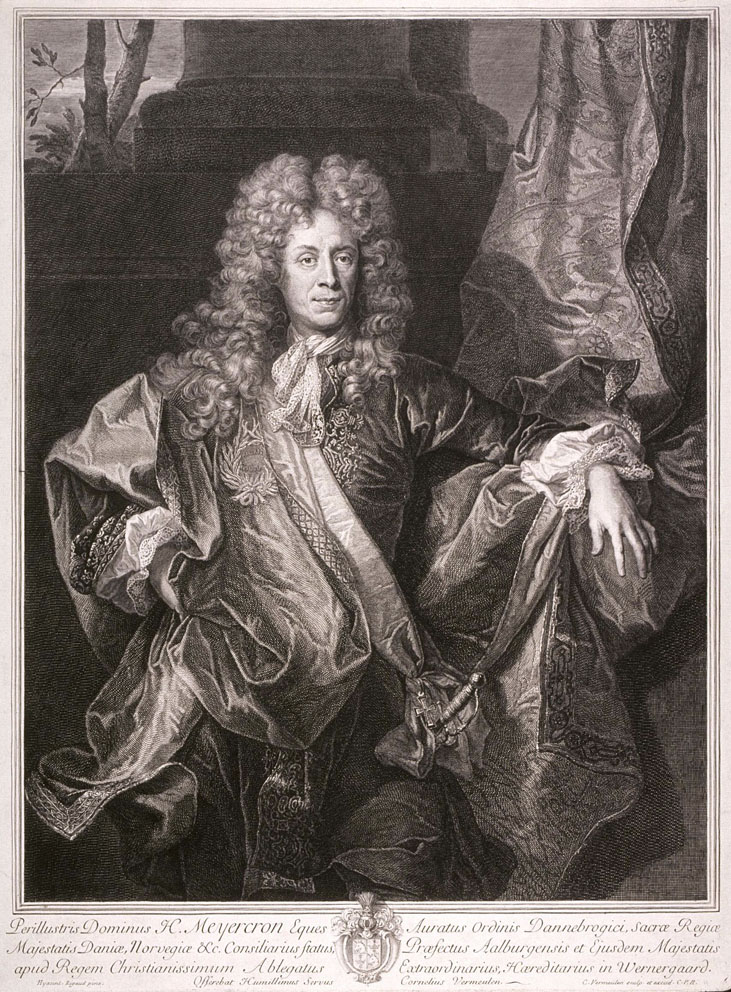
Portrait de Henning Meyer de Meyercron, de Cornelis Martinus Vermeulen d'après Hyacinthe Rigaud.

- Le roi Guillaume III[2], d'après Adriaen van der Werff, National Portrait Gallery, Londres
- Anne de Clèves[3], d'après Adriaen van der Werff et Hans Holbein le Jeune, National Portrait Gallery, Londres
- Recueil des Meilleurs Desseins de Raymond La Fage, regroupant 103 pièces dont cinquante-sept traductions de dessins de Raymond Lafage en gravures, auquel cinq autres graveurs contribuent : Gérard Audran, Gérard Edelinck, Franz Ertinger, Charles Simonneau, Claude Auguste Berey, Paris, Chez Jean van der Bruggen, 1689.